# 片岡千恵蔵
片岡 千恵蔵（かたおか ちえぞう、旧字体：千惠藏、1903年（明治36年）3月30日 - 1983年（昭和58年）3月31日）は、日本の俳優。本名︰植木 正義（うえき まさよし）。
戦前・戦後期にわたって活躍した時代劇スターで、同時代の阪東妻三郎、大河内傳次郎、嵐寛寿郎、市川右太衛門、長谷川一夫とともに「時代劇六大スタア」と呼ばれた（これに月形龍之介を含めて「七剣聖」と呼ぶ場合もある）。出演作品は300本を超える。戦前は片岡千恵蔵プロダクションを設立し、稲垣浩、伊丹万作の両監督とコンビを組んで傑作時代劇を多く生み出した。戦後は東映の重役スターとなり、亡くなるまで第一線のスターで在り続けた。終戦直後のGHQ占領時代には、金田一耕助や多羅尾伴内などを演じ現代劇でも人気を得て、両シリーズはその後も長く続いた。当たり役に『いれずみ判官』の遠山金四郎など。
長男の植木基晴（「千恵蔵二世」と呼ばれた）、娘の植木千恵は子役で、東映時代の千恵蔵と共演したが、その後引退。三男の植木義晴は日本航空の元操縦士で、同社の専務執行役員を経て、代表取締役社長に就任した。四男国晴ともに一般人。

## 来歴

### 歌舞伎界へ
1903年（明治36年）3月30日、群馬県新田郡藪塚本町（現在の太田市）に生まれる。幼い頃に母親を亡くし、東京市の水道局に勤務していた父の住む麻布区箪笥町に移り住む。やがて麻布小学校に入学するが、芝居好きの父親の影響で芝居に熱中していた。
1912年（明治45年）、9歳で十一代目片岡仁左衛門主宰の片岡少年劇に入門。片岡十八郎を芸名に、真砂座の『忠臣蔵』で初舞台を踏む。やがて仕出しから座頭に進み、『菅原伝授手習鑑 車曳き』の松王丸を師匠譲りの当たり芸とした。少年劇解散後は仁左衛門の直門となって片岡千栄蔵を名乗り、1923年（大正12年）2月に明治座で七代目市川中車と市川千代之助の口上で名題に昇進した。屋号は「松島屋」で、『伊賀越道中記』の香田大内記、『紙子仕立両面鑑』のおさん、『関白秀次』の不破伴作などを当たり役とし、師匠にも可愛がられる存在となっていた。しかし、門閥制度に強い不満と不安を感じていた。

### 映画界へ
同年、懇意にしていた子爵の紹介で小笠原プロダクション製作の『三色すみれ』に植木進の名で出演、これが映画初出演作となった。このあと松居松葉から映画界入りを勧められ、松竹蒲田撮影所への入社が内定していたが、撮影所長の野村芳亭が下加茂撮影所に移ったため、沙汰止みとなり、再び師匠の下で舞台を続けていた。しかし、歌舞伎界の因習を嫌悪する気持ちはいっそう強まり、市川小太夫の誘いで畑中蓼坡の新劇協会に出入りするも、新劇の舞台に立つ機会も得られず悶々としていた。
1927年（昭和2年）、連合映画芸術家協会を設立していた直木三十五の紹介で、牧野省三のマキノ・プロダクション御室撮影所に入社。嵐寛寿郎より一日早い入社だった。これ以降片岡千恵蔵を名乗り、同社出演第1作の『万花地獄』で初主演した。その後はマキノの美剣士スターとして剣戟映画に出演したが、本人は「チャンバラはあまり得意でなかった」と告白している。
1928年（昭和3年）2月、『忠魂義烈 実録忠臣蔵』で監督の牧野が、以前の約束を破って浅野内匠頭役に諸口十九を起用したことで、牧野と衝突。服部一郎右衛門の役を当てられたが、これに不満を持った千恵蔵はマキノ脱退を決意した。（後年、マキノ正博・池田富保監督『忠臣蔵 天の巻・地の巻』（1938年）では内匠頭を演じ評価を得ている。）

### 千恵プロの創設

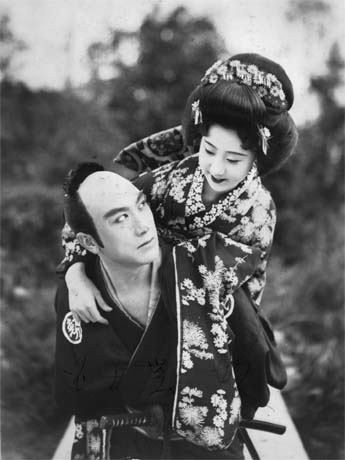
『國士無双』（1932年）右は山田五十鈴。

同年5月2日、マキノを退社し、5月10日に片岡千恵蔵プロダクション（略称：千恵プロ）を創立。伊藤大輔の推薦で、伊丹万作と稲垣浩監督が設立に参加し、第1回作品の『天下太平記』以降多くの時代劇を連発する。翌1929年（昭和4年）1月15日、京都の嵯峨野に千恵プロ撮影所を完成。5月21日日活と提携した。
千恵プロでは伊丹・稲垣両監督を中心に、チャンバラに頼らず、主人公の人間ドラマを主とした明朗快活な作風の時代劇が多く作られた。言葉も現代語で、斬新な手法を使い、これらの作品は髷をつけた現代劇と呼ばれて日本映画界に新風を巻き起こした。稲垣監督の『放浪三昧』『鴛鴦旅日記』『一本刀土俵入』『弥太郎笠』、伊丹監督の『仇討流転』『國士無双』『武道大鑑』『赤西蠣太』、マキノ正博監督の『白夜の饗宴』、伊藤大輔監督の『堀田隼人』、山中貞雄監督の『風流活人剱』など、数々の名作・佳作を送り出し、うち17本の作品がキネマ旬報ベストテンにランクインされた。
1937年（昭和12年）4月、『松五郎乱れ星』を最後に千恵プロを解散し、全従業員と共に日活京都撮影所に入社する。同社ではマキノ正博監督のオペレッタ映画『鴛鴦歌合戦』などの佳作に主演し、1940年（昭和15年）からは吉川英治の大作を映画化した『宮本武蔵』シリーズで武蔵を演じた。

### 大映・東横映画時代

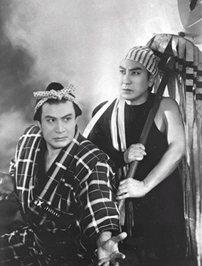
『千石纏』（1950年）公開当時のスチル写真。右が千恵蔵、左は市川右太衛門。

1942年（昭和17年）、日活が戦時統合により大映となり、千恵蔵はそのまま大映所属となった。当時、大映所属の阪東妻三郎、嵐寛寿郎、市川右太衛門とともに「時代劇四大スタア」と呼ばれ、同社第1作の『維新の曲』やその2年後の『かくて神風は吹く』で共演した。
戦後はGHQの占領政策によりチャンバラ映画の製作が禁止されたため、現代劇に活躍の場を移す。1946年（昭和21年）、松田定次監督の『七つの顔』で七つの顔の男・藤村大造を演じ、彼の当たり役となりシリーズ化された。興業的にも大成功し、荒唐無稽なエンターテインメント作品として人気を得た。
1947年（昭和22年）、マキノ光雄に頼まれて東横映画の作品に出演。『三本指の男』『にっぽんGメン』がそれにあたるが、前者では金田一耕助を演じ、藤村大造と並ぶ当たり役として、東横時代に4本・東映時代に3本が作られた。後者は囮捜査官の活躍を描いたギャング・アクションの第1作で、東横で計3作のシリーズが製作された。
1948年（昭和23年）10月、大映京都撮影所で大映系映画館主大会が開かれ、社長の永田雅一は挨拶で「多羅尾伴内ものなど幕間のつなぎであって、わが社は今後、もっと芸術性の高いものを製作してゆく所存である。」と言及。この発言に千恵蔵が激怒し、「わしは何も好き好んで、こんな荒唐無稽の映画に出ているのではない。幸い興行的に当たっているので、大映の経営上のプラスになると思ってやっているのに社長の地位にあるものが幕間のつなぎの映画とは何事だ。もう伴内ものは絶対に撮らない。大映との契約が切れたら再契約しない。」と言明し永田と千恵蔵の関係は決裂。これを機に比佐芳武らとともに東横映画への移籍を決意した。
同年に大映を退社。翌1949年（昭和24年）に東横映画へ移籍した。

### 東映へ

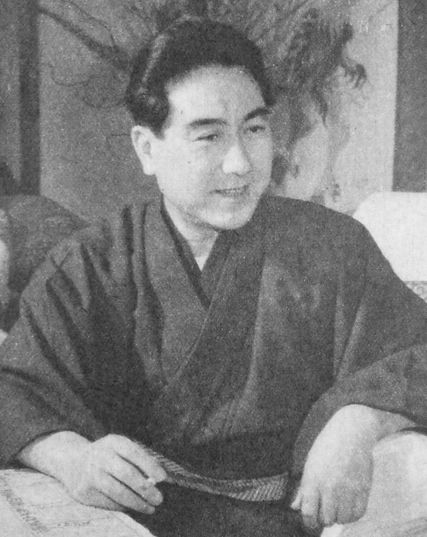
1953年

1951年（昭和26年）、東横映画は太泉映画と東京映画配給株式会社に吸収合併され、東映株式会社に商号変更。千恵蔵は東映京都撮影所で市川右太衛門とともに重役スターとして活躍を始める。当時、千恵蔵は京都の山の手（嵯峨野）に住んでいた事から「山の御大」と呼ばれた（一方の右太衛門は北大路に住んでいたので「北大路の御大」と呼ばれた）。
右太衛門とともに東映時代劇の重鎮として活躍し、東映時代だけでも130本ほどの作品に出演している。遠山金四郎を演じた『いれずみ判官』シリーズは15作（東横時代の作品を含めると計18作）製作され、戦後の十八番シリーズとなった。また、新春オールスター映画の『任侠清水港』『任侠東海道』『任侠中仙道』で清水次郎長、内田吐夢監督の『大菩薩峠』で机竜之助、忠臣蔵もので4度大石内蔵助を演じ、それぞれ当たり役としている。1953年（昭和28年）には藤村大造シリーズが『片目の魔王』で多羅尾伴内シリーズとして復活し、東映で9作・通算で13本製作された。一方、内田監督の『血槍富士』『浪花の恋の物語』などでは多年のキャリアを生かして演技にも円熟味を加えている。
1960年代頃からは若手スターの中村錦之助や大川橋蔵らに主役の座を譲って、脇役を演じることが多くなったが、東映時代劇の衰退で集団抗争時代劇として製作された『十三人の刺客』では主演し、路線転向後の任侠映画でも脇役を演じ、千葉真一主演のオールスター映画『日本暗殺秘録』では井上日召を演じた。
1971年（昭和46年）に紫綬褒章、1977年（昭和52年）に勲四等旭日小綬章を受章。
1972年（昭和47年）、『純子引退記念映画 関東緋桜一家』を最後に映画界から遠ざかり、テレビドラマに活躍の場を移した。『軍兵衛目安箱』（NETテレビ（現・テレビ朝日））『世なおし奉行』（同）などに主演し、加藤剛主演の『大岡越前』（TBS）では大岡忠高役で貫禄ある演技を見せ、千葉真一主演のホームドラマ『七色とんがらし』（NETテレビ（現・テレビ朝日））にも出演した。1977年（昭和52年）、京都市文化功労者。
1982年（昭和57年）、腎臓病の悪化で東京慈恵会医科大学附属病院に入院したが、翌1983年（昭和58年）3月31日、腎不全のため死去。80歳没。東映では彼の長年に渡る多大なる貢献を讃えて、4月15日に社葬を行った。墓所は右京区蓮華寺。

## 人物・エピソード
1927年に「奴」を踊った際に、癇癪持ちの片岡仁左衛門から罵られ、真剣の峰で顔を殴られたことがあった。これを見て和歌太夫（嵐寛寿郎）は「心が寒くなった」といい、歌舞伎の世界に見切りをつけたと語っている。
自宅は京都にあったが、晩年は東映役員を兼任しながら名古屋市中区錦三丁目に三階建てのレストランビル「千恵蔵ビル」を建て、次男の孝臣に経営を任せ、二階に趣味と実益を兼ねた麻雀屋を開業し、月の半分程はここで麻雀三昧の日を送っていた。
京都の本宅に住む妻とは20年別居し、晩年の20年は名古屋に住み、身の回りの世話は料亭の元女将がしていた。千恵蔵が亡くなったのは東京の病院であったが、枕頭にいたのもその女性だった。千恵蔵の遺体は寝台車で運ばれ京都に向かったが、千恵蔵を許さない妻が京都の自宅での葬儀を拒否した。「それでは世間体が悪いから」と当時の東映社長岡田茂が妻を必死に説得し、密葬を京都の自宅で、葬儀・告別式を東映京都撮影所葬として行なわれた。
千恵蔵は若い頃から指南役の五島慶太に勧められ、名古屋、伊豆、信州に土地を買い、他にマンション経営や、ガソリンスタンド、そば屋などを所有し、資産額は数十億とも数百億ともいわれ、日本映画界きっての資産家として知られた。

### マキノ・プロ脱退のいきさつ
マキノ・プロダクションでスタアとなった千恵蔵だが、脱退を決意したのは『忠魂義烈・實録忠臣蔵』での起用に端を発していた。監督のマキノ省三は伊井蓉峰を大石役に招聘して製作。しかし「新派の大統領」と呼ばれた伊井の自惚れた振舞いに現場は猛反発。もともと千恵蔵も嵐長三郎（アラカン）も、封建的な歌舞伎の世界に嫌気がさして活動写真の世界に飛び込んだ俳優だっただけに、これには呆れ果てたという。アラカンは「千恵さんやらワテがマキノやめようと、ひそかに決心した理由の一つはこの伊井蓉峰」と語っている。さらにマキノ省三監督は以前に「忠臣蔵の判官（浅野内匠頭）の役はお前にやらせる」と片岡に口約束していたのだが、言うに言われぬ事情によって諸口十九を起用したのである。これに千恵蔵が憤慨してしまい、マキノは眼違いをしているとさえ批判されもした。千恵蔵の抗議にはマキノ監督も困り果ててしまい、「仮名手本の判官は演らせると云うたが、実際の浅野内匠頭だと役どころが違ってくるから、しかたがないやないか」と苦しい答弁で千恵蔵をなだめ、代償として両国引き揚げの場に四十七士を引き留める服部小佐衛門の役を当てて、千恵蔵の面子をたてた。この役は出場は少ないが座頭格で、特別出演モノであるからマキノとしては誠心誠意千恵蔵を重用したつもりだったが、その後いくつかの経緯を経て、結局千恵蔵のマキノ脱退、独立プロ設立になろうとは、マキノは予想もしていなかったという。
そもそも千恵蔵がマキノに入ったきっかけは「直木三十三」の引き合わせによるものだが、直木はマキノに金を出させて名だけ貸す、という不誠実な映画製作を続け、「直木三十五」になって初めて自分の原作を渡すことが出来たのが千恵蔵主演の『烏組就縛始末記』だった。一方、マキノ省三監督としては、入社以来くっつき過ぎている千恵蔵と直木の二人組には最初から不愉快な気持ちを抱いており、「千恵蔵の陰に直木あり」として、千恵蔵をやや敬遠していた。マキノ雅弘は「直木は三十五になるまでマキノから銭だけ取って何もしなかった人であり、そんなタカリ専門の男からの個人的な紹介であったことが、当然ながら最初からマキノの不信感を買うことになり、千恵蔵の不幸であった」と語っている。

### 千恵蔵と片岡千恵蔵プロダクション

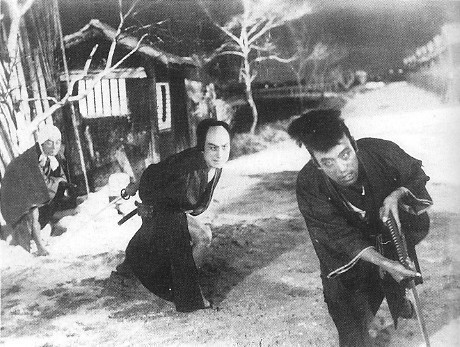
『瞼の母』（1936年）右は林誠之助。

結局マキノに入った千恵蔵も市川右太衛門も嵐寛寿郎も、早くて一年後、遅くとも二年後には独立プロを作っているが、これについて千恵蔵は次のように語っている。
「一種の流行みたいなもんだったんでしょうね。でも今考えると怖いみたいです。最初は三十人くらい、多い時には百人に近いスタッフを抱えて、給料を払っていましたから。それにみんな若かった。ひろちゃん（稲垣浩）も万さん（伊丹万作）も曾我正史（振津嵐峡）も、みんな独身で。それに今みたいに組合がうるさくなくて、本当に好きなものだけがやってましたから」
千恵蔵は千恵プロ創設の際、本人によると「あつかましくも」伊藤大輔に監督を頼みに行った。当時伊藤監督はタイトルロールに名が出ると主演俳優以上に拍手が起こるほどの人気監督だった。だが伊藤監督はちょうど『大菩薩峠』撮入前で都合がつかず、代わりに紹介してくれたのが稲垣と伊丹だった。千恵蔵はプロデューサーとしても才覚を大いに発揮、数々の名作を世に送り出している。初期の千恵プロ映画に漂う漂泊の詩情は、「文字通り米一升を買う金もなく、お粥をすすって」ひたむきにカツドウ写真を撮り続けた時代劇青春の自画像であった。後年ベストテン作品をほとんど独占したといってもよい、千恵プロ時代劇の目覚ましい台頭は、このときの人間的運命によって約束されたのである。いわゆるスタープロの中で、千恵プロが最後まで堅塁を守り得たのは偶然ではなかった。
1931年、稲垣は『瞼の母』の映画化に動いたが、会社に反対され、宣伝部の玉木潤一郎の発案で、千恵蔵の名を騙って原作者長谷川伸に電報を打つことにした。二人は首を覚悟で「マブタヤリタシ、オユルシコウ、カタオカチエゾウ」と電報を打ったところ、長谷川から「マブタ、オーケー」と千恵蔵のもとに返事が送られてきた。これに千恵蔵がカンカンに怒って、日活が否決した企画なのに原作者からOKではプロダクションのあるじとして双方に顔向けならぬ、その始末をどうつけるのかと二人を呼び出した。これに稲垣が、自分が辞めれば千恵蔵にも誰にも迷惑はかかるまいと「責任をとってやめます」と切り出したので千恵蔵は考え直し、日活に『瞼の母』映画化の交渉をしたところ、稲垣の正月物の『一心太助』のヒットもあって、企画が通ることとなった。こうして『番場の忠太郎・瞼の母』が千恵プロと日活の契約更新最初の作品として製作されることとなった。
初の人情時代劇ということでオールスター共演となり、原作者の長谷川伸も撮影見学に訪れ、千恵蔵とすっかり仲良くなった。映画は大ヒットし、以後長谷川の知遇を得た千恵蔵は数多くの人情物の股旅映画を作ることとなった。
千恵プロ創立のころ、「先生」と呼ばれることを嫌った。一門の弟子たちは別として、稲垣監督らは「千恵さん」、「千恵プロ」と呼んだ。稲垣は「これは若く書生っぽらしい千恵さんには、それがよく似合った」という。お天気屋だった阪東妻三郎をなだめるため、安田憲邦監督があるとき「ハイ御大のアップ頂戴ッ」とやって、一同和やかな雰囲気になったという逸話があるが、この話が出た後、伊丹万作監督が「では御大のアップを頂戴するかのう」と言ったところ、千恵蔵が「オイオイ、御大だけはやめてくれヨ」と返し、「では、ホンタイならよかろう」ということで、それ以来千恵蔵のことを「ホンタイ」と呼ぶようになった。「御大」と呼びだしたのは、日活と交流するようになってからである。稲垣は「若く書生っぽらしい千恵さんには不似合いだっただけに、なにか新鮮さがあってよかった。いまは、太閤が秀吉、判官が義経にとどめをさしたように、御大は千恵蔵の代名詞となった」と語っている。
千恵蔵を「園長」と呼ぶ、1958年発足の「嵯峨野学園」という集まりがあった。これは千恵プロ時代の仲間たちの同窓会で、会員のうち、千恵プロ解散以前に他社へ転じた稲垣と伊丹万作は「落第生」ということになっている。

### 剣劇スタア・片岡千恵蔵
「時代劇の貴公子」と呼ばれた千恵蔵は、当時の時代劇スタアの中で一番のインテリであり、「私は剣戟が好きでなかった」と言ってのけた、ただ一人の時代劇スタアだった。マキノ脱退後の千恵蔵の立ち回りはコミカルでユーモラスであり、諧謔的で、裾をはだけた「フンドシ大サービス」の大立ち回りが大いに受け、千恵プロの作品はキネマ旬報をはじめ、数々のベストテンを受賞した。
本人があまりチャンバラをやりたがらなかったというだけあって、マキノ雅弘によれば、マキノ時代の千恵蔵の立ち回りは「正直言ってあまりうまくなかった」という。稲垣浩が千恵プロに入るときに、マキノで千恵蔵映画を担当した小石栄一監督は、稲垣に「千恵プロへ行くんだって？ あれ（千恵蔵）、立ち回り下手やでえ」と声をかけたという。このため、稲垣監督も「チャンバラのないシャシンを一生懸命考えた」と語っていて、千恵蔵の抒情的な時代劇は、マキノ雅弘監督に言わせれば「稲垣監督がうまく見せたおかげ」だという。そんな千恵蔵だったが、マキノ雅弘監督が日活から千恵プロに応援に行くころには立ち回りがうまくなっていたという。
昭和初期に自動車を持っていた時代劇スタアはアラカンと千恵蔵、大河内傳次郎ぐらいのもので、撮影所も静かだった。ある日、稲垣監督の家に、千恵蔵がズブ濡れ姿で飛び込んできた。別に顔色もかわってはいなかったが、姿が異様なので稲垣が驚いて、どうしたのだと訊くと、稲垣の家のそばの宇多野の「弁慶の足形池」に、キャデラックごと落ちたのだという。
千恵蔵は買ったばかりのキャデラックで、池の周りの舗装道路を無免許で初運転していたところ、桜並木につい見とれてカーブを曲がれず池の中に進んでしまったのである。怪我がなかったときくと稲垣はすぐに高級車のことが心配になったが、この車はずいぶん長く池の中に放置され、引き揚げたときには使いものにはならず、そのかわり稲垣はこの辺でロケをするたびに「ここが千恵蔵遭難の池だ」と噂をした。
映画界がトーキー時代に入ると、セリフの発声に大スタアたちも四苦八苦するようになった。千恵蔵は自分の声に合わせた録音機を製作させたり、「ウラ声」の低音をつかうように稲垣らがすすめたりして、独特の「千恵蔵の声」をつくりだしたという。

### 千恵蔵と入江たか子
1931年、『元禄十三年』（稲垣浩監督）で、時代劇初出演の入江たか子を相手役にし、当時二十代の千恵蔵は「おたかの八重歯、鼻にかかった声、共演どころか女房にしたいくらいだ」と入江にすっかり惚れ込んでしまった。「モダンガール」という流行語ができたころで、入江はその代表と呼ばれたほど洋装が似合ったが、日本髷の振袖は一段と美しく、千恵蔵は好きなマージャンも忘れるほど入江を思い詰めた。
監督の稲垣浩もこうなっては「映画の演出のほかに両人のことも演出してやらねばならなくなった」というわけで、なにかと入江と千恵蔵が話せる機会をつくったが、撮影が終わりに近づくと千恵蔵の寂しそうな様子が目に見えたという。撮影の最後は広沢池の弁天島に両人を残した大ロングということになり、稲垣はキャメラマンと望遠レンズで二人の様子を見ていたが、手を握るでなし抱き合うでもなし、お互いに肩をたたいたり笑ったり、そのうちに千恵蔵が「カメラはどこやァ・・・」と怒鳴りだしたという。
この映画は新宿帝都座開館記念の記念封切りとなり、両人は京都から舞台挨拶に東上した。人気スタアだけに恋を語る暇もなかったらしく、映画ではチャンバラの王者も日夜恋になやむのを見て稲垣は千恵蔵を急病に仕立てて入江を見舞わせる手まで打ったが、結局何事もなかったといい、翌年入江は田村道美と結婚してしまった。稲垣は「恋は、ままならぬものである」と述懐している。千恵蔵自身は昭和19年に結婚したが、戦時の最中ということで大きな話題にもならなかった。

### 千恵蔵と人気シリーズ

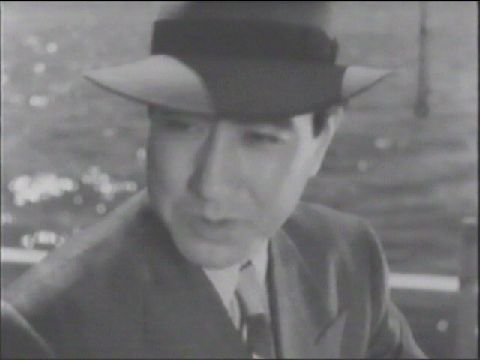
『獄門島』（1949年）で金田一耕助を演じた千恵蔵。

任侠もの、武士もの、町人もの、あるいは心理的、風刺的、活動的と、オーソドックスで芸域の広い千恵蔵は、出演映画の種類が多く、ちょっぴりガニ股に愛嬌があり、長い間人気の王座にあった。中でも浪人や股旅が得意で、飄々とした役柄は何ともいえぬ親しさがあった。変わり身の面白さで見せる遠山金四郎ものは千恵蔵適役の一つで、形を変えて幾度映画化されても、大向こうの喝采があった。戦前からの千恵蔵の代表的時代劇「遠山金四郎」シリーズでの、金四郎の名ゼリフについて、千恵蔵は次のように語っている。
「これはお客を喜ばせる作品ですよ。ですから、くさい芝居、オーバーな芝居をするんですね。それと声。緩急自在といいますか、声を大きく張って、それから落して・・・、花も吉野の千本桜! くらべて劣らぬ遠山桜だあ!・・・とね」
また、戦後の千恵蔵の「多羅尾伴内」と「金田一耕助」の人気現代劇シリーズについて、千恵蔵本人は次のように語っている。
「多羅尾伴内、あれは時代劇みたいなものですね。現代のカッコしてますが現代劇とは言えないでしょう。金田一耕助は、原作者には申し訳なかったと思ってます。この名探偵は、エエカッコしてはいけないのですよ。ヨレヨレの着物ですか、これでなければいけないのです。でも当時は、それでは通らなかったですね。スマートにしないと、映画の主人公は通用しなかったのですよ。スター本位でしたから、スターのイメージを、壊してはいけなかったのですね。今なら原作通りでやれますが、当時はスマートなカッコしないと、おさまらなかったのですよ。これは今でも心苦しく思っています。」

### 実業家として
東映の取締役（本名の植木正義名義）を務めたほか、小牧ドライブイン株式会社の社長も務めていた。

## おもな出演作

### 映画

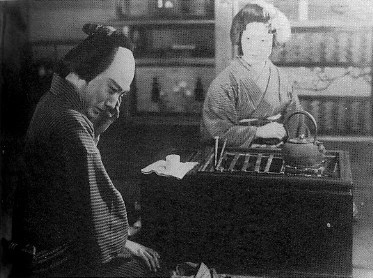
『瞼の母』（1932年）右は常盤操子。

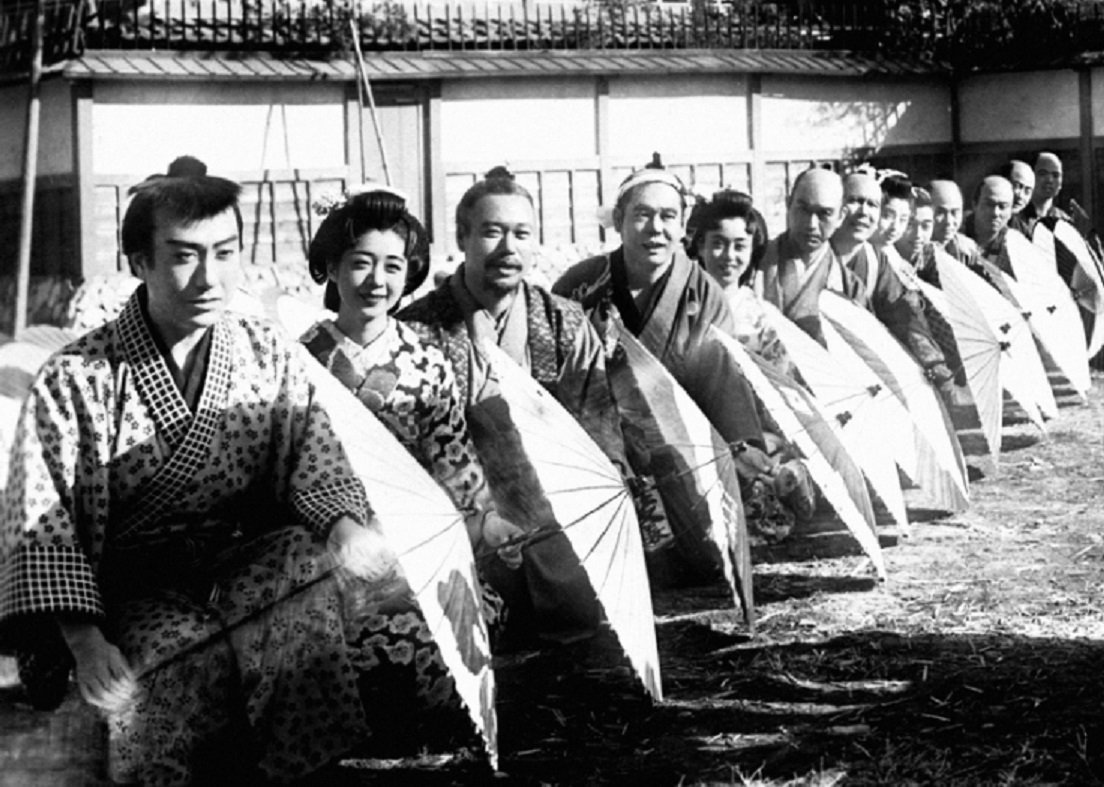
『鴛鴦歌合戦』（1939年）一番左。

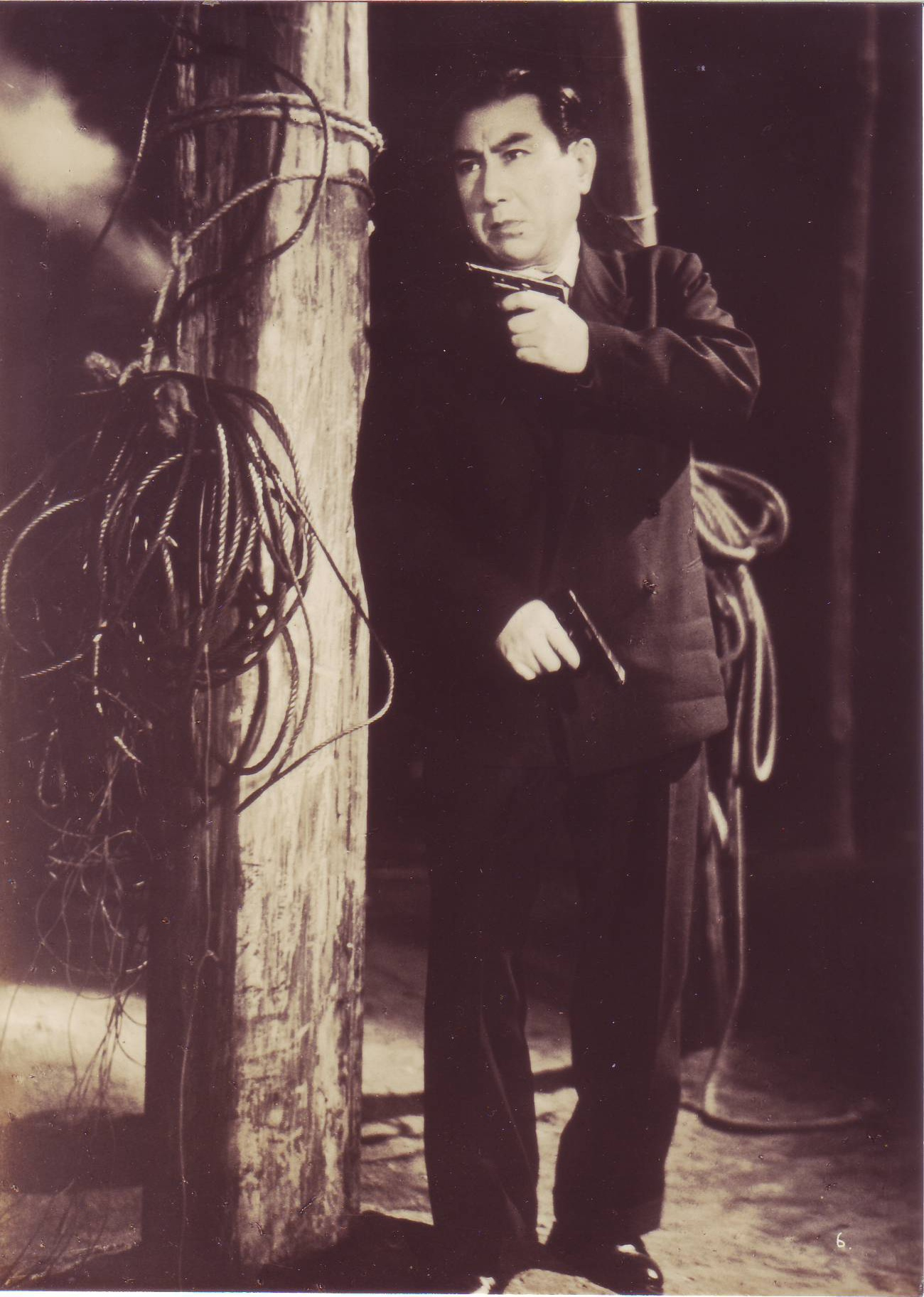
『曲馬団の魔王』（1954年）

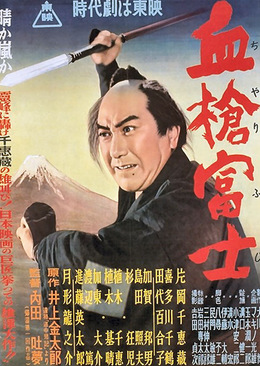
『血槍富士』（1955年）のポスター。

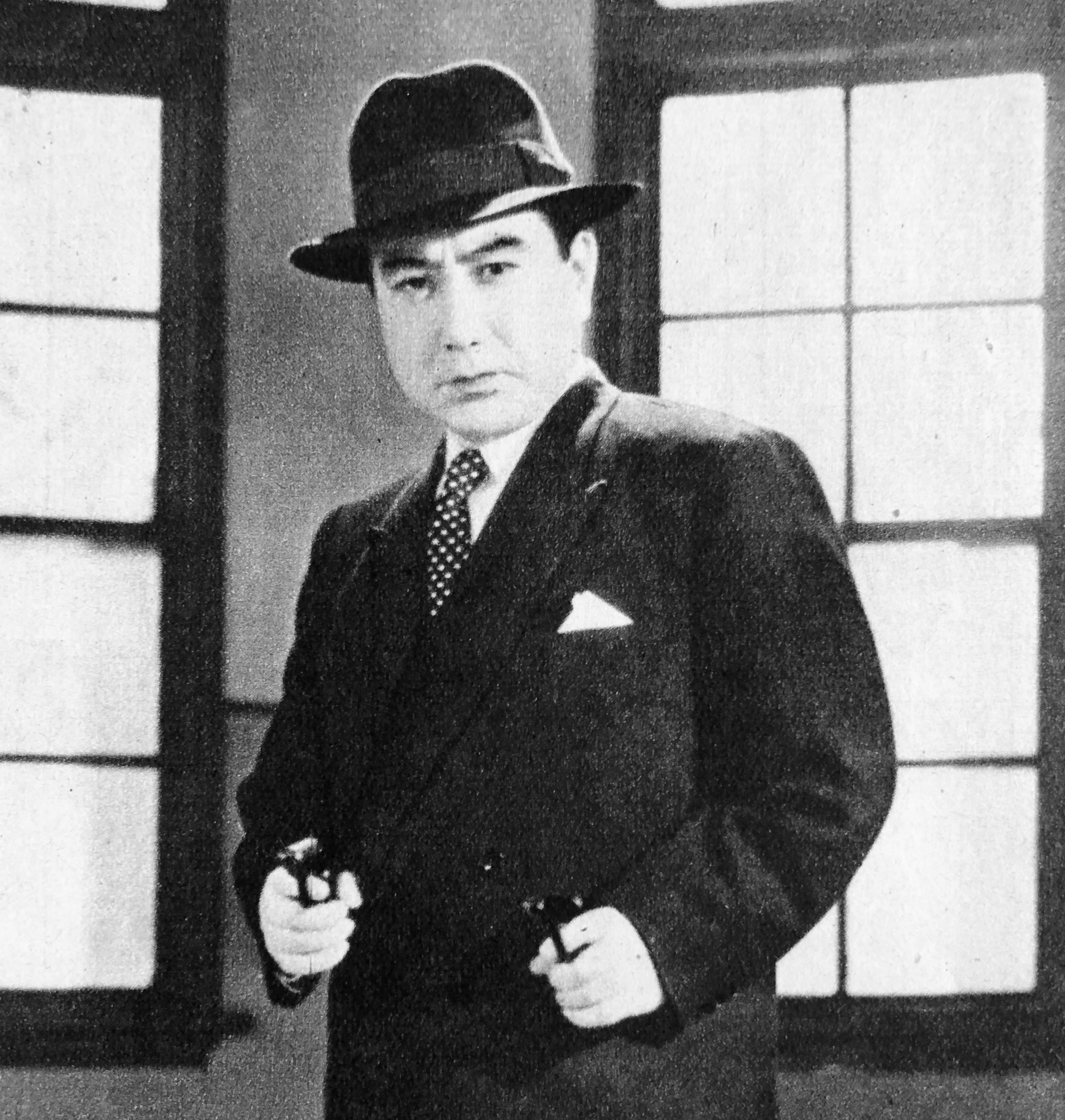
『隼の魔王』（1955年）

太字の題名はキネマ旬報ベストテンにランクインした作品
- 三色すみれ（1923年、小笠原映画研究所）※デビュー作
- 万花地獄 - 小枝角太郎
  - 万花地獄 第一篇（1927年、マキノ）
  - 万花地獄 第二篇（1927年、マキノ）
  - 万花地獄 第三篇（1927年、マキノ）
  - 万花地獄 第四篇（1927年、マキノ）
  - 万花地獄 第五篇（1928年、マキノ）
  - 続万花地獄 第一篇（1928年、千恵プロ）
  - 続万花地獄 第二篇（1929年、千恵プロ）
  - 続万花地獄 完結篇（1929年、千恵プロ）
- 任侠二刀流（マキノ） - 山影宗三郎、尾張宗春
  - 第一篇（1927年）
  - 第二篇（1927年）
  - 終篇（1928年）
- 忠魂義烈 実録忠臣蔵（1928年、マキノ） - 服部一郎右衛門
- 天下太平記（1928年、千恵プロ） - 気まぐれ冠者
- 放浪三昧（1928年、千恵プロ） - 伊達主水
- 源氏小僧（1928年、千恵プロ） - 源氏小僧
- 仇討流転（1928年、千恵プロ） - 喜多左近
- ごろん棒時代（1929年、千恵プロ） - 仁平三五郎
- 鴛鴦旅日記（1929年、千恵プロ） - 大河原数馬
- 絵本武者修行（1929年、千恵プロ） - 春太郎高国
- 宮本武蔵（1929年、千恵プロ） - 宮本武蔵
- 愛染地獄（千恵プロ）
  - 第一篇（1929年）
  - 第二篇（1929年）
  - 第三篇（1930年）
- 右門捕物帖 三番手柄（1930年、千恵プロ） - むっつり右門
- 諧謔三浪士（1930年、千恵プロ） - 浪人三好清十郎
- 忠直卿行状記（1930年、千恵プロ） - 越前少将忠直
- 一心太助（1930年、千恵プロ） - 一心太助
- 風雲天満双紙（1930年、千恵プロ） - 大塩平八郎
- 瞼の母（1931年、千恵プロ） - 番場の忠太郎
- 快侠金忠輔 前中後篇（1931年、千恵プロ） - 金忠助
- 金的力太郎（1931年、千恵プロ） - 金的力太郎
- 男達ばやり（1931年、千恵プロ） - 三浦小次郎義也
- 花火（1931年、千恵プロ） - 結城孫六
- 殉教血史 日本二十六聖人（1931年、日活） - フランシスコ大工伝吉
- 一本刀土俵入（1931年、千恵プロ） - 駒形茂兵衛
- 水野十郎左衛門（1931年、千恵プロ） - 水野十郎左衛門
- 國士無双（1932年、千恵プロ） - 贋者
- 弥太郎笠（1932年、千恵プロ） - 二本差弥太郎
- 明治元年（1932年、千恵プロ） - 綱代木左門
- 闇討渡世（1932年、千恵プロ） - 平手造酒
- 旅は青空（1932年、千恵プロ）※千恵プロ第一回トーキー映画
- 白夜の饗宴（1932年、千恵プロ） - 平原格之丞
- 研辰の討たれ（1932年、千恵プロ） - 守山辰次
- 時代の驕児（1932年、千恵プロ） - 次郎吉
- 刺青奇遇（1933年、千恵プロ） - 手取の半太郎
- 国定忠治（千恵プロ） - 長岡忠治郎
  - 国定忠治 旅と故郷の巻（1933年）
  - 国定忠治 流浪転変の巻（1933年）
  - 国定忠治 霽れる赤城の巻（1933年）
- 堀田隼人（1933年、千恵プロ） - 堀田隼人
- 笹野権三郎 三日月笹穂切り（1933年、千恵プロ） - 笹野権三郎
- 風雲 前後篇（1933年・1934年、千恵プロ） - 西郷吉之助、中村半次郎
- 渡鳥木曾土産（1934年、千恵プロ） - 半時の吉松
- 武道大鑑（1934年、千恵プロ） - 小楯弓之助
- 風流活人剱（1934年、千恵プロ） - 篠原求馬
- 忠臣蔵 刃傷篇 復讐篇（1934年、日活） - 浅野内匠頭、岡野金右衛門
- 珊瑚重太郎（1934年、千恵プロ） - 珊瑚重太郎、久我丹波守
- 直八子供旅（1934年、千恵プロ） - 和泉の直八
- 足軽出世譚（1934年、千恵プロ） - 唐鎌金八
- 雁太郎街道（1934年、千恵プロ） - 銚子の雁太郎
- 戦国奇譚 気まぐれ冠者（1935年、千恵プロ） - 気まぐれ冠者
- 情熱の不知火（1935年、千恵プロ） - 志馬龍之助
- 白牡丹（1935年、千恵プロ） - 友太郎
- 黄昏地蔵（千恵プロ） - 旅烏秩父の栄太郎
  - 前篇 疾風転変の巻（1935年）
  - 後篇 血河復讐の巻（1935年）
- 赤西蠣太（1936年、千恵プロ） - 赤西蠣太、原田甲斐
- 刺青奇偶（1936年、千恵プロ） - 手取の半太郎
- 女殺油地獄（1936年、千恵プロ） - 河内屋与兵衛
- 荒木又右衛門（1936年、千恵プロ） - 荒木又右衛門
- 瞼の母（1936年、千恵プロ） - 番場の忠太郎
- 宮本武蔵 地の巻（1937年、日活） - 新免武蔵
- 松五郎乱れ星（1937年、日活） - 鋳掛屋松五郎
- 自雷也（1937年、日活） - 自雷也
- 水戸黄門シリーズ（日活） - 渥美格之進
  - 水戸黄門廻国記（1937年）
  - 続水戸黄門廻国記（1938年）
- 無法者銀平（1938年、日活） - 山犬の銀平
- 鴛鴦道中（1938年、日活）
- 忠臣蔵 天の巻・地の巻（1938年、日活） - 浅野内匠頭、立花左近
- 人生劇場 残侠篇（1938年、日活） - 飛車角
- 長八郎絵巻 月の巻・花の巻（1939年、日活） - 戸並長八郎、藍坂帯刀
- 春秋一刀流（1939年、日活） - 平手造酒
- 清水港（1939年、日活） - 政吉
- 鴛鴦歌合戦（1939年、日活） - 浅井礼三郎
- 彌次喜多 名君初上り（1940年、日活） - 左官金太、松原伯耆守
- 続清水港（1940年、日活） - 森の石松
- 神変麝香猫（1940年、日活） - 夢想小天治
- 宮本武蔵（日活） - 宮本武蔵
  - 宮本武蔵 草分の人々・栄達の門（1940年）
  - 宮本武蔵 剣心一路（1940年）
  - 宮本武蔵 一乗寺決闘（1942年）
- 織田信長（1940年、日活） - 織田信長
- 獨眼龍政宗（1942年、大映） - 伊達政宗
- 維新の曲（1942年、大映） - 西郷吉之助
- 三代の盃（1942年、大映）
- 宮本武蔵（1943年、大映） - 宮本武蔵
- 宮本武蔵 二刀流開眼（1943年、大映） - 宮本武蔵
- 土俵祭（1944年、大映）
- 高田馬場前後（1944年、大映） - 浅野内匠頭
- かくて神風は吹く（1944年、大映） - 北条時宗
- 多羅尾伴内シリーズ - 多羅尾伴内（藤村大造）
  - 七つの顔（1946年、大映）
  - 十三の眼（1947年、大映）
  - 二十一の指紋（1948年、大映）
  - 三十三の足跡（1948年、大映）
  - 片目の魔王（1953年、東映）
  - 曲馬団の魔王（1954年、東映）
  - 隼の魔王（1955年、東映）
  - 復讐の七仮面（1955年、東映）
  - 多羅尾伴内 戦慄の七仮面（1956年、東映） - 片目の運転手、保険外交員、新田改吉、片倉雄吉、王介雲（六役）
  - 多羅尾伴内 十三の魔王（1958年、東映）
  - 多羅尾伴内 七つの顔の男だぜ（1960年、東映）
- 金田一耕助シリーズ - 金田一耕助
  - 三本指の男（1947年、東横映画）
  - 獄門島（1949年、東横映画） - 鬼頭嘉右衛門（二役）
  - 獄門島 解明篇（1949年、東横映画） - 鬼頭嘉右衛門（二役）
  - 八ツ墓村（1951年、東映）
  - 悪魔が来りて笛を吹く （1954年、東映）
  - 犬神家の謎 悪魔は踊る （1954年、東映）
  - 三つ首塔（1956年、東映）
- かくて忍術映画は終わりぬ（1948年、東横映画） - 秋葉信太郎
- にっぽんGメンシリーズ
  - にっぽんGメン（1948年、東横映画） - 江藤実
  - にっぽんGメン 難船崎の血闘（1950年、東横映画） - りゃんこの政
  - にっぽんGメン 不敵なる逆襲（1951年、東映） - 田村文吉
- 俺は用心棒（1950年、東横映画） - 寒川八郎
- いれずみ判官シリーズ - 遠山金四郎（遠山の金さん）
  - いれずみ判官 桜花乱舞の巻（1950年、東横映画）
  - いれずみ判官 落花対決の巻（1950年、東横映画）
  - 女賊と判官（1951年、東横映画）
  - お馴染み判官 あばれ神興（1951年、エノケンプロ・東映）
  - 飛びっちょ判官（1952年、東映）
  - 血ざくら判官（1954年、東映）
  - 勢ぞろい喧嘩若衆（1955年、東映）
  - 喧嘩奉行（1955年、東映）
  - 荒獅子判官（1955年、東映）
  - 長脇差奉行（1956年、東映） - 国定忠治（二役）
  - 海賊奉行（1957年、東映）
  - はやぶさ奉行（1957年、東映）
  - 火の玉奉行（1958年、東映）
  - たつまき奉行（1959年、東映）
  - 江戸っ子判官とふり袖小僧（1959年、東映）
  - 御存じ いれずみ判官（1960年、東映）
  - さいころ奉行（1961年、東映） - いぶしの銀次（二役）
  - さくら判官（1962年、東映）
- 千石纏（1950年、東横映画） - に組の長次
- あばれ神輿（1951年、東映） - 板場の幸三
- 殴られた石松（1951年、東映） - 沓掛時次郎
- 新撰組（東映） - 秋葉守之助
  - 新撰組 京洛風雲の巻（1952年）
  - 新撰組 池田屋騒動（1952年）
  - 新撰組 魔剣乱舞（1952年）
- 赤穂城（1952年、東映） - 浅野内匠頭、大石内蔵助
- 續 赤穂城 （1952年、東映） - 浅野内匠頭、大石内蔵助
- はだか大名 前後篇（1952年、東映） - 浮世捨三郎
- 忠治旅日記シリーズ（東映） - 国定忠治
  - 忠次旅日記 逢初道中（1952年）
  - 忠次旅日記 喧嘩太鼓（1953年）
- 人生劇場（東映） - 飛車角
  - 第一部 青春愛欲篇（1952年）
  - 第二部 残侠風雲篇（1953年）
- 女間者秘聞 赤穂浪士（1953年、東映） - 大石内蔵助
- 大菩薩峠（東映） - 机竜之助　※渡辺邦男監督版
  - 甲源一刀流の巻（1953年）
  - 第二部（1953年）
  - 第三部（1953年）
- 日輪（1953年、東映）
- 南国太平記シリーズ（東映） - 益満休之助、牧仲太郎
  - 南国太平記（1954年）
  - 続南国太平記 薩南の嵐（1954年）
- お坊主天狗 前後篇（1954年、東映） - 番匠谷吉三郎
- 一本刀土俵入（1954年、東映） - 駒形茂兵衛
- 新選組鬼隊長（1954年、東映） - 近藤勇
- 勢揃い喧嘩若衆（1955年、東映） - 遠山左衛門尉
- 血槍富士（1955年、東映） - 権八
- 弥太郎笠（1955年、東映） - りゃんこの弥太郎
- 飛龍無双（1955年、東映） - 又平
- 黒田騒動（1956年、東映） - 栗山大膳
- 赤穂浪士 天の巻・地の巻（1956年、東映） - 立花左近
- 剣豪二刀流（1956年、東映） - 宮本武蔵
- 逆襲獄門砦（1956年、東映） - 照造
- アクション・ギャングもの（東映）
- 青龍街の狼（1955年）
- 恐怖の空中殺人（1956年）
  - 野郎ども表へ出ろ（1956年） - 田村鉄太郎
  - 地獄岬の復讐（1957年）-滝村慎吾
  - 奴の拳銃は地獄だぜ（1958年） - りゃんこの政吉
  - 地獄の底までつき合うぜ（1959年） - 碇源次
  - 無法街の野郎ども（1959年） - 熊襲の健
  - 二発目は地獄行きだぜ（1960年） - 月の輪熊次
  - 俺が地獄の手品師だ（1961年） - バッファロウ・ゲン
  - 地獄の底をぶち破れ（1961年） - 山上千吉
  - 地獄の裁きは俺がする（1962年） - 大門竜三
  - 裏切者は地獄だぜ（1962年） - 海山千吉
- 海の百万石（1956年、東映） - 銭屋五兵衛
- 妖蛇の魔殿（1956年、東映） - 尾形宗久
- 曽我兄弟 富士の夜襲（1956年、東映） - 源頼朝
- 新春オールスター映画（東映） - 清水次郎長
  - 任侠清水港（1957年）
  - 任侠東海道（1958年）
  - 任侠中仙道（1960年）
- 大菩薩峠（東映） - 机竜之助　※内田吐夢監督版
  - 大菩薩峠（1957年）
  - 第二部（1958年）
  - 完結篇（1959年）
- 水戸黄門（1957年、東映） - 将軍綱吉
- 素浪人忠弥（1957年、東映） - 丸橋忠弥、松平信綱
- 佐々木小次郎 前後篇（1957年、東映） - 宮本武蔵
- 直八子供旅（1958年、東映） - 和泉の直八
- 旗本退屈男（1958年、東映） - 伊達忠宗
- 新選組（1958年、東映京都）- 近藤勇
- 国定忠治（1958年、東映） - 国定忠治
- 紫頭巾（1958年、東映） - 新倉真十郎、筧竜太郎、狩田秀麿、紫頭巾
- 忠臣蔵 櫻花の巻・菊花の巻（1959年、東映） - 大石内蔵助
- お役者文七捕物暦 蜘蛛の巣屋敷（1959年、東映） - 大岡越前守
- 血斗水滸伝 怒濤の対決（1959年、東映） - 国定忠治
- 浪花の恋の物語（1959年、東映） - 近松門左衛門
- 大岡政談 千鳥の印籠（1959年、東映） - 水木半九郎
- 血槍無双（1959年、東映） - 俵星玄蕃
- 酒と女と槍（1960年、東映） - 前田利長
- 壮烈新選組 幕末の動乱（1960年、東映） - 近藤勇
- 水戸黄門（1960年、東映） - 柳原大納言資廉
- 花の吉原百人斬り（1960年、東映） - 佐野次郎左衛門
- 半七捕物帖 三つの謎（1960年、東映） - 半七
- 赤穂浪士（1961年、東映） - 大石内蔵助
- 無宿シリーズ（ニュー東映）
  - アマゾン無宿 世紀の大魔王（1961年） - アマゾンの源次
  - ヒマラヤ無宿 心臓破りの野郎ども（1961年） - 土門健吉
- はやぶさ大名（1961年、東映） - 松平治郷
- 天下の御意見番（1962年、東映） - 松平伊豆守
- 太平洋のGメン（1962年、東映） - 広上
- 花と野盗の群れ（1962年、東映） - 本阿弥光悦
- 勢揃い関八州（1962年、東映） - 国定忠治
- お坊主天狗（1962年、東映） - 番匠谷吉三郎
- 勢揃い東海道（1963年、東映） - 清水次郎長
- 旗本やくざ 五人のあばれ者（1963年、東映） - 此村大吉
- 八州遊侠伝 男の盃（1963年、東映） - けんか独楽の源次
- ギャング忠臣蔵（1963年、東映） - 大石良雄
- 十三人の刺客（1963年、東映） - 島田新左衛門
- 御金蔵破り（1964年、東映） - 煙の富蔵
- 宮本武蔵 巌流島の決斗（1965年、東映） - 長岡佐渡
- 日本暗殺秘録（1969年、東映） - 井上日召
- 賞金稼ぎ（1969年、東映） - 伊集院右京
- 昭和残侠伝 人斬り唐獅子（1969年、東映） - 剱持光造
- 戦後秘話 宝石略奪（1970年、東映） - 岡村弥六
- 日本侠客伝 昇り龍（1970年、東映） - 吉田磯吉
- 緋牡丹博徒 仁義通します（1972年、東映） - 近松左兵衛
- 純子引退記念映画 関東緋桜一家（1972年、東映） - 吉五郎
- 日本の首領 完結篇（1978年、東映） - 大山喜久夫
- 真田幸村の謀略（1979年、東映） - 真田昌幸
- ちゃんばらグラフィティー 斬る!（1981年、東映）

### テレビドラマ
- シオノギテレビ劇場（CX）
  - 片岡千恵蔵アワー・落城（1965年）
  - 虹の橋（1966年）
- 史劇にっぽん 怒濤日本史 第11話「井伊大老」（1966年、MBS） - 井伊直弼
- ハトポッポ嫁さん（1968/12/05〜1969/03/27、TBS）
- 大岡越前 第一部 〜 第六部（1970年 - 1982年、TBS） - 大岡忠高（特別出演）
- 柳生十兵衛（1970年、CX） - 柳生宗矩（特別出演）
- 軍兵衛目安箱（1971年、NET） - 主演・黒田軍兵衛
- 江戸巷談・花の日本橋（1971年、関西テレビ） - 遠山景元
  - 第1話「髪結いおしま捕物帖」
  - 第2話「髪結いおしま捕物帖 謎の銀かんざし」
- 世なおし奉行（1972年、NET） - 主演・跡部能登守
- 長谷川伸シリーズ（NET）
  - 沓掛時次郎 后篇（1972年） - 八丁徳
  - 旅の風来坊（1973年） - 主演・関戸の佐四郎
- 江戸を斬る 梓右近隠密帳（1973年 - 1974年、TBS） - 大久保彦左衛門（特別出演）
- 非情のライセンス第1シリーズ 第40話「兇悪の望郷」（1974年、NET） - 松井良作（特別出演）
- 編笠十兵衛（1974年 - 1975年、CX） - 中根正冬（特別出演）
- 十手無用 九丁堀事件帖（1975年 - 1976年、NTV） - からくり仁左ヱ門（特別出演）
- ナショナルゴールデン劇場 / 七色とんがらし（1976年、NET） - 重森祐造
- 風鈴捕物帳（1978年 - 1979年、NET） - 神坂左近（特別出演）
- 桃太郎侍 第221話「どうぞお縄を………」（1981年、NTV / 東映） - 和泉屋源右衛門（特別出演）
- 銭形平次 第768話「平次・潜入大作戦」（1981年、CX） - 林田織部正（特別出演）
- 時代劇スペシャル（CX）
  - 清水次郎長 勢揃い清水港（1981年） - 大前田英五郎
  - 地獄の左門十手無頼帖（1982年） - 遠山左衛門尉景元（特別出演）